# Примель
Приме́ль (фр. Primelles) — коммуна во Франции, находится в регионе Центр. Департамент — Шер. Входит в состав кантона Шарос. Округ коммуны — Бурж.
Код INSEE коммуны — 18188.
Коммуна расположена приблизительно в 220 км к югу от Парижа, в 115 км южнее Орлеана, в 23 км к юго-западу от Буржа.

## Население
Население коммуны на 2008 год составляло 256 человек.
| 1962 | 1968 | 1975 | 1982 | 1990 | 1999 | 2008 |
| ---- | ---- | ---- | ---- | ---- | ---- | ---- |
| 309  | 336  | 302  | 264  | 247  | 261  | 256  |

## Экономика
Основу экономики составляют лесное и сельское хозяйство.
В 2007 году среди 162 человек в трудоспособном возрасте (15-64 лет) 122 были экономически активными, 40 — неактивными (показатель активности — 75,3 %, в 1999 году было 61,2 %). Из 122 активных работали 111 человек (62 мужчины и 49 женщин), безработных было 11 (4 мужчины и 7 женщин). Среди 40 неактивных 15 человек были учениками или студентами, 14 — пенсионерами, 11 были неактивными по другим причинам.

## Достопримечательности
- Церковь Сен-Лоран[фр.] (XII век). Исторический памятник с 1911 года[3]
  - Бронзовый колокол (1528 год). Исторический памятник с 1943 года[4]
- Два феодальных мотта